# Sri Nakhon Lamduan Stadium
Das Sri Nakhon Lamduan Stadium (Thai สนามกีฬาศรีนครลำดวน หรือ สนามสถาบันการพลศึกษา จ.ศรีสะเกษ) ist ein Mehrzweckstadion in Sisaket in der Provinz Sisaket, Thailand. Es wurde hauptsächlich für Fußballspiele genutzt und ist das Heimstadion des Sisaket United FC. Das Stadion hat ein Fassungsvermögen von 10.000 Zuschauern.
Eigentümer und Betreiber des Stadions ist der Sisaket FC.

## Nutzer des Stadions
| Verein            | Zeitraum der Nutzung |
| ----------------- | -------------------- |
| Sisaket FC        | 2007 bis 2011        |
| Sisaket FC        | 2013 bis 2022        |
| Sisaket United FC | 2012 bis heute       |